# Hazelworm
De hazelworm (Anguis fragilis) is een pootloze hagedis uit de familie hazelwormen (Anguidae).
De hazelworm heeft een grote verspreiding binnen Europa en is daar een van de meest voorkomende reptielen. Ook in België en Nederland komt deze hagedis voor. De hazelworm is een bodembewoner die een verborgen leven leidt tussen de bladeren en takken in de strooisellaag. Hij eet kleine ongewervelden, voornamelijk regenwormen en naaktslakken.
De hazelworm is doorgaans bruin van kleur en kan een lengte van ongeveer 45 centimeter bereiken. Jongere dieren zijn lichter van kleur en hebben donkere lengtestrepen, oudere exemplaren zijn soms gevlekt. Net als andere soorten uit de familie hazelwormen lijkt de hazelworm oppervlakkig meer op een slang dan op een typische hagedis. Het lichaam draagt geen poten en is langwerpig en cilindrisch van vorm. Door de gewoonte vaak de tong uit te steken wordt de gelijkenis met een slang nog eens versterkt. Belangrijke verschillen tussen een hazelworm en een slang zijn de relatief stijve voortbeweging, de tong die niet sterk gevorkt is, en de beweegbare oogleden van de hazelworm. Net als andere Europese hagedissen is de hazelworm volkomen ongevaarlijk en bovendien erg schuw: bij verstoring vlucht het dier snel weg.
De hazelworm is eierlevendbarend, de jongen komen in een dun vliesje ter wereld maar gaan direct hun eigen weg. De hagedis kan in vergelijking met andere reptielen erg oud worden maar heeft ook veel vijanden. Dieren die op de hazelworm jagen zijn onder andere vogels, zoogdieren en andere reptielen.

## Naamgeving en taxonomie

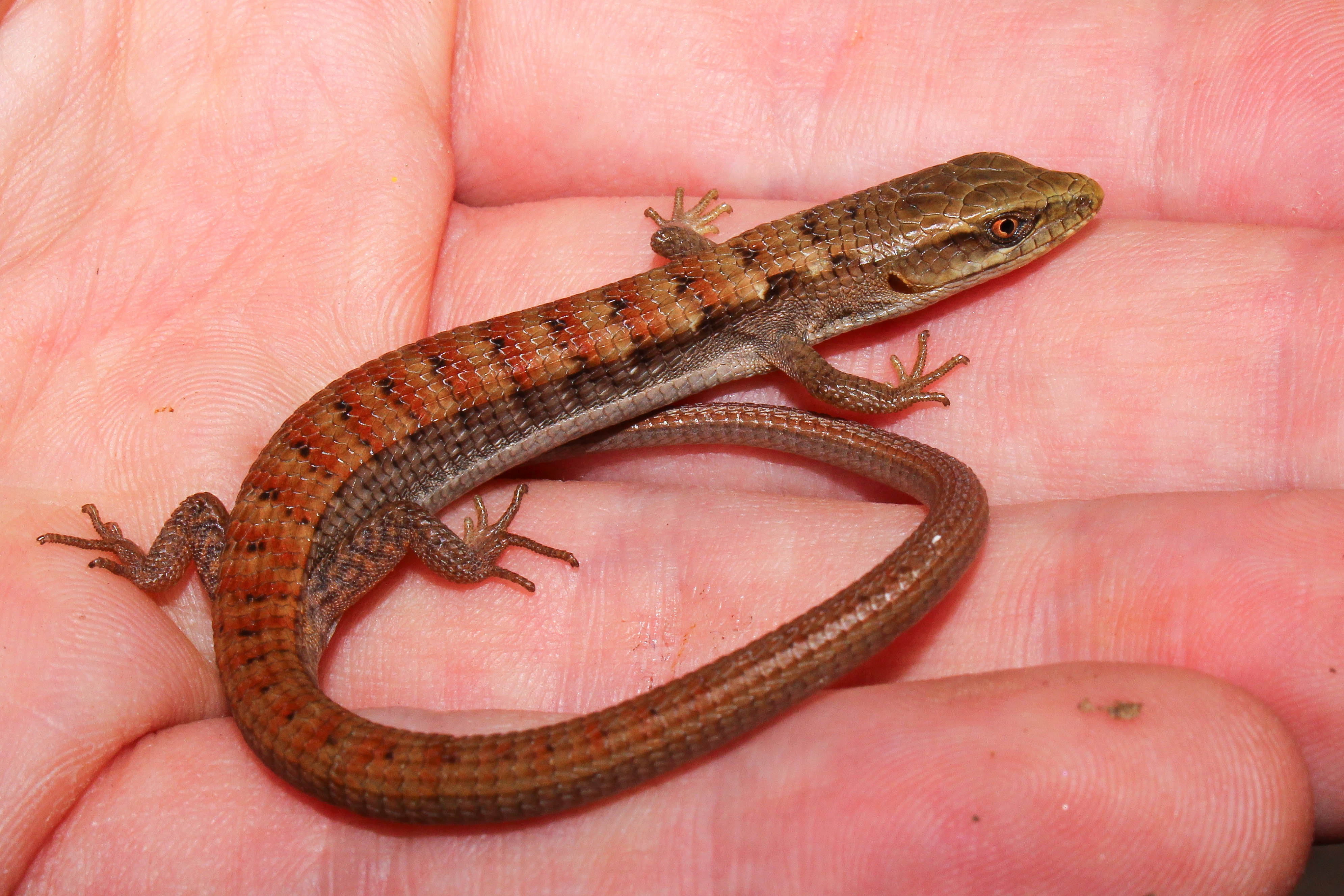
De zuidelijke alligatorhagedis (Elgaria multicarinata) is sterk verwant aan de hazelworm maar heeft duidelijke poten

De Nederlandstalige naam hazelworm verwijst vermoedelijk naar de hazelbruine kleur van het dier. Het voorvoegsel hazel- is een oudere naam van de hazelaar die in meerdere samenstellingen voorkomt: hazelhoen, hazelmuis, hazelwortel en hazelaarde (humeuze rode kleigrond). Van Lier suggereerde dat het mogelijk erop terug te voeren was dat ze vaak onder hazelaars gevonden werden. De twijfel die hij hierover verwoordde is bij latere auteurs niet meer terug te vinden.
Het achtervoegsel -worm in 'Hazelworm' en het synoniem hartsworm stuitte onder vroeg-negentiende-eeuwse geleerden op bezwaren omdat gedacht werd dat het dier tot de slangen behoorde. Zij gaven daarom de voorkeur aan de naam blindslang (vanwege de kleine ogen).
De wetenschappelijke naam van de hazelworm, Anguis fragilis, werd in 1758 gepubliceerd door Carl Linnaeus. Linnaeus vermeldde daarbij dat Ulisse Aldrovandi de soort in 1640 noemde als "Caecilia vulgaris", en verwees verder naar zijn eigen Fauna svecica van 1746, waar referenties naar zes andere auteurs te vinden zijn, die de soort eerder beschreven of een naam gaven. De soort heeft een vrij groot verspreidingsgebied in Europa, en is als gevolg daarvan nog door enkele andere auteurs opnieuw benoemd: Anguis orvet Lacépëde, 1789 en Anguis gamma Roubieu, 1825 zijn daar voorbeelden van. In vergelijking met andere algemeen voorkomende reptielen zijn er weinig synoniemen en is de literatuur zeer eenduidig over de naam van de hazelworm. Enkele taxa die in het verleden wel als ondersoorten van de hazelworm werden beschouwd, hebben tegenwoordig de status van soort. Het gaat om Anguis cephallonica Werner, 1894, van de Peloponnesos, Anguis colchica (Norman, 1840), uit het oosten van Europa en aangrenzend Azië, Anguis graeca Bedriaga, 1881, uit Albanië en Griekenland, en Anguis veronensis Pollini, 1818, uit Italië en het aangrenzend deel van Frankrijk.
De wetenschappelijke naam Anguis fragilis betekent vrij vertaald breekbare slang (uit het Latijn: fragilis, broos).
De hazelworm behoort tot de familie van de hazelwormen of pootloze hagedissen (Anguidae), een familie die ongeveer tachtig soorten telt. De meeste vertegenwoordigers komen voor in Noord-, Midden- en Zuid-Amerika. Een aantal soorten komt voor in Azië en naast de soorten van het geslacht Anguis komt slechts een andere soort voor in Europa.
Hazelwormen zijn bodembewonend. Net als slangen, die afstammen van een oude groep van hagedissen, hebben ze een langwerpig lichaam en bewegen ze zich voort op de buik. Dit is te danken aan de terrestrische en deels gravende levenswijze waardoor de poten nutteloos werden en verloren zijn gegaan. Hazelwormen en slangen vormen een voorbeeld van convergente evolutie.

## Uiterlijke kenmerken

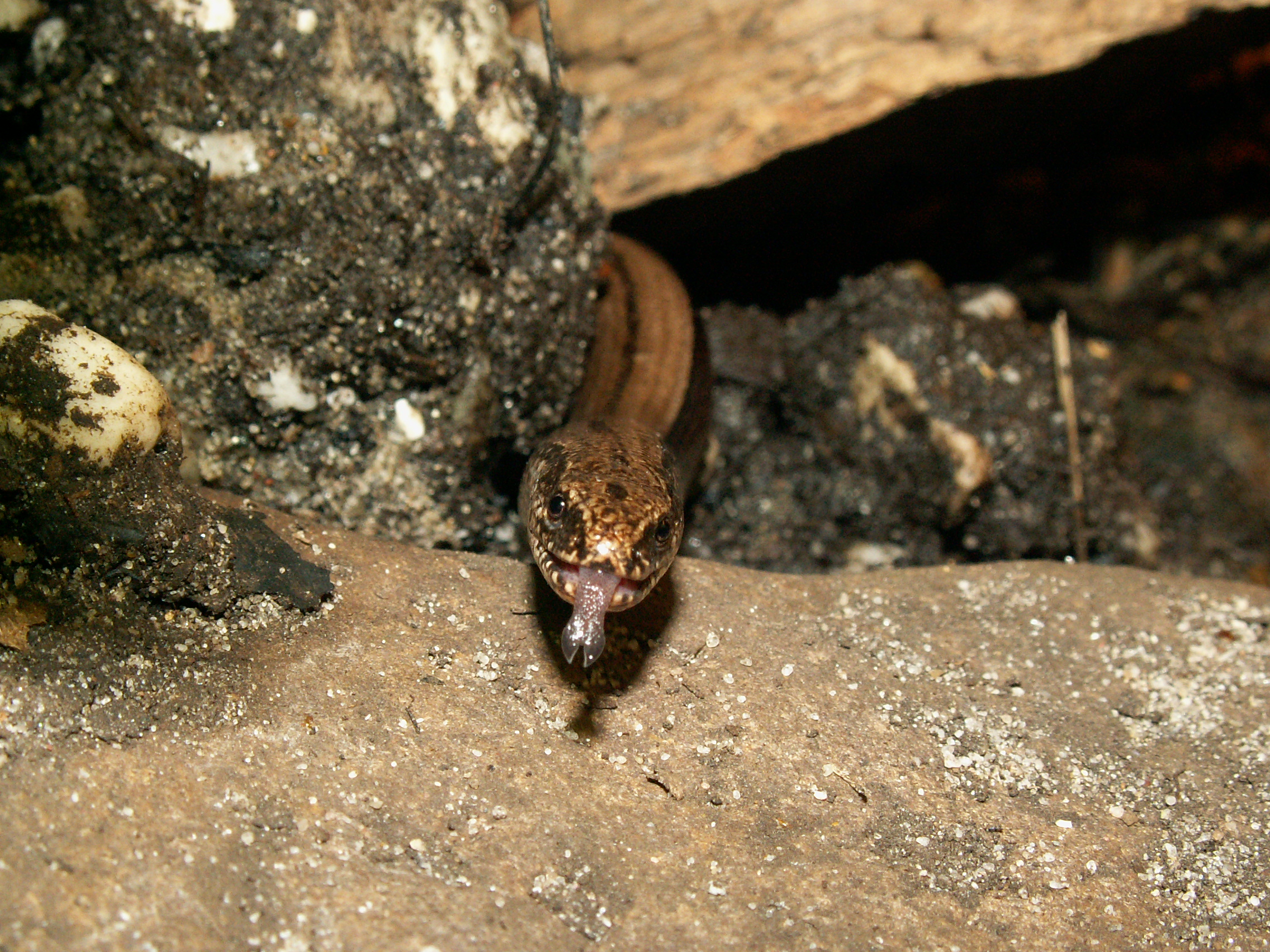
De hazelworm moet zijn bek openen om de tong uit te steken

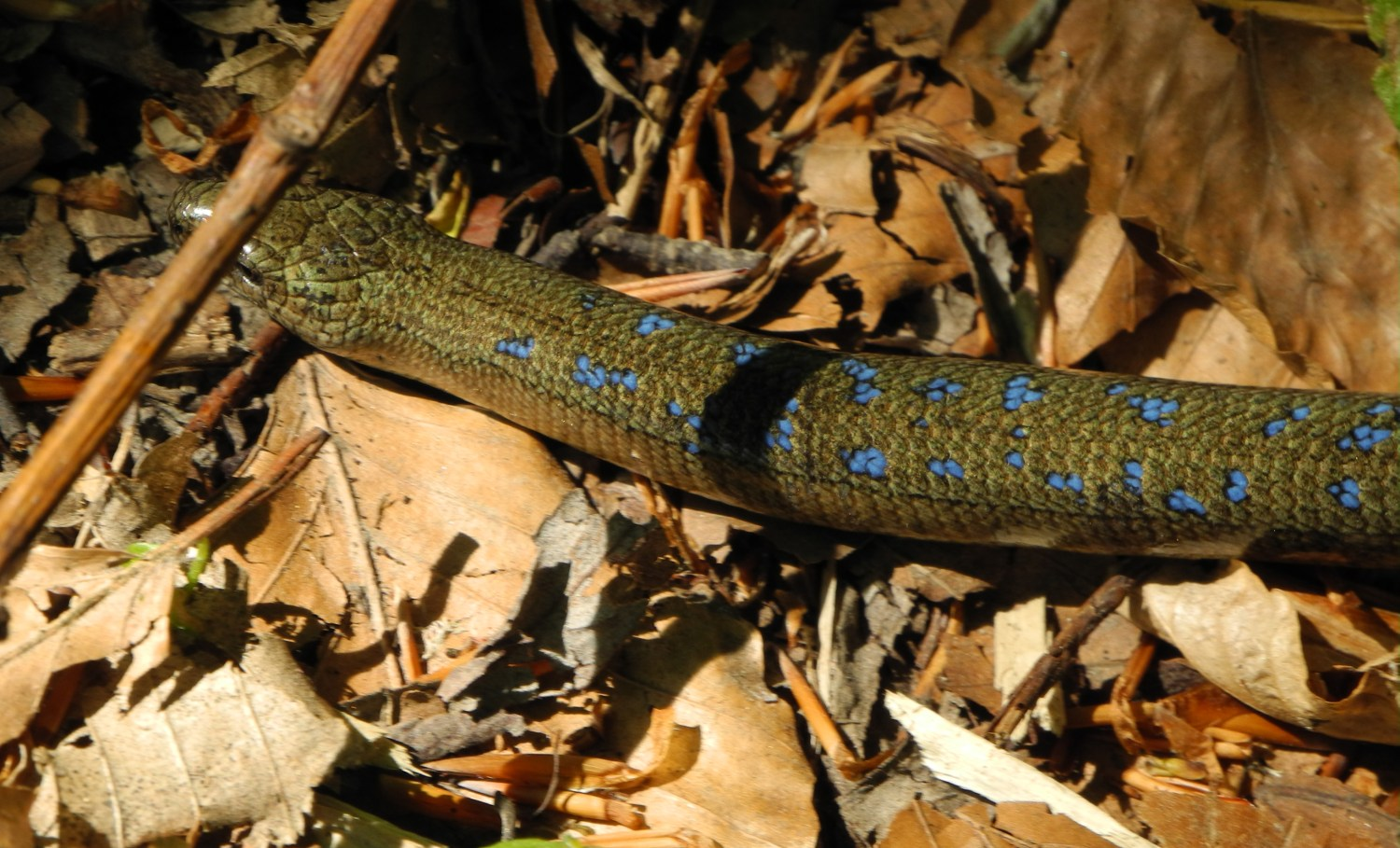
Mannetjes hebben blauwe vlekjes op de rug

De hazelworm heeft een langwerpig lichaam en een bruine kleur, poten ontbreken en daarom wordt de hagedis vaak verward met een slang. 

### Kop
Anders dan bij veel hagedissen is de kop nauwelijks te onderscheiden van het lichaam. De ogen zijn relatief klein, maar vallen duidelijk op doordat ze een geelrode tot dieprode kleur hebben; de bek is duidelijk hagedisachtig. De hazelworm gebruikt de tong om geuren op te pikken die vervolgens worden uitgelezen door het orgaan van Jacobson, een vomeronasaal orgaan in het gehemelte van de bek. Dit zogenaamde tongelen doet denken aan slangen, maar er zijn ook veel hagedissen die op een dergelijke manier de lucht 'proeven'. De hazelworm heeft in tegenstelling tot slangen geen opening aan de voorzijde van de bek en moet telkens als de tong wordt uitgestoken de bek een stukje openen. De tong is niet zo sterk gevorkt als bij slangen maar heeft een verbreed uiteinde dat voorzien is van een duidelijke inkeping.
De hazelworm heeft relatief grote en lange tanden die echter moeilijk te zien zijn bij een levend exemplaar. Het gebit is gericht op het eten van slakken en wormen; zie ook de paragraaf Voedsel. Een bijzonderheid is de aanwezigheid van een externe gehooropening bij hazelwormen in het oostelijke deel van het verspreidingsgebied die bij exemplaren in het westen ontbreekt.

### Lichaam
De hazelworm wordt ongeveer 35 tot 45 centimeter lang; soms wordt een lengte van 50 cm bereikt. Meer dan de helft tot twee derde van het lichaam bestaat uit de relatief lange staart. De grens tussen het lichaam en de staart is aan de bovenzijde moeilijk te zien maar is aan de onderzijde juist makkelijk te bepalen aan de hand van de positie van de cloacale opening. De staartpunt van de hazelworm is opvallend stomp. De hazelworm heeft een glanzend lichaam, door de relatief kleine schubben. Vooral de juvenielen glanzen sterk; de volwassen dieren doen enigszins metaalachtig aan. Onder de schubben zijn kleine beenplaatjes of osteodermen aanwezig die ter bescherming dienen en de hagedis een enigszins stijf voorkomen geven.
De hazelworm heeft meestal een bruine kleur die vergelijkbaar is met de schil van de hazelnoot; de buikzijde is bij volwassen exemplaren lichter. De bovenzijde is bruin tot grijs met op de rug meestal enkele dunne donkere strepen van de nek tot de staart, meestal duidelijker zichtbaar bij de vrouwtjes, en soms bestaand uit rijen zeer kleine vlekjes. De flanken zijn bij de vrouwtjes vaak donkerder. Binnen het enorme verspreidingsgebied zijn de kleuren variabel; sommige exemplaren zijn roestbruin, geel of zelfs zwart. In de paartijd krijgen vooral de mannetjes blauwe vlekken op de rug maar ook bij vrouwtjes kan dit voorkomen. Het belangrijkste verschil tussen mannetjes en vrouwtjes zijn de donkere flankstrepen van de vrouwtjes, die bij mannetjes ontbreken. Daarnaast hebben de mannetjes een bredere en grotere kop. Mannetjes zijn ook variabeler van kleur en kunnen roodbruin, koperbruin of grijs zijn.

### Juvenielen
De juvenielen hebben een afwijkende kleur, maar zijn verder miniatuurversies van de volwassen dieren. Ze zijn ongeveer zeven tot tien centimeter lang en doen denken aan een regenworm. Na twee jaar zijn ze meer dan twintig centimeter lang. Juveniele dieren zijn helder geelbruin tot zilverachtig gekleurd en hebben een donkere vlek achter de kop die in een donkere dorsale streep doorloopt tot de staartpunt. De flanken van jonge exemplaren zijn zeer donkerbruin, de buik is zwart. Na enkele jaren krijgen ze dezelfde kleuren als de volwassen dieren, waarbij de zwarte buik steeds lichter wordt en de goudgele rug donkerder.

### Onderscheid met andere soorten

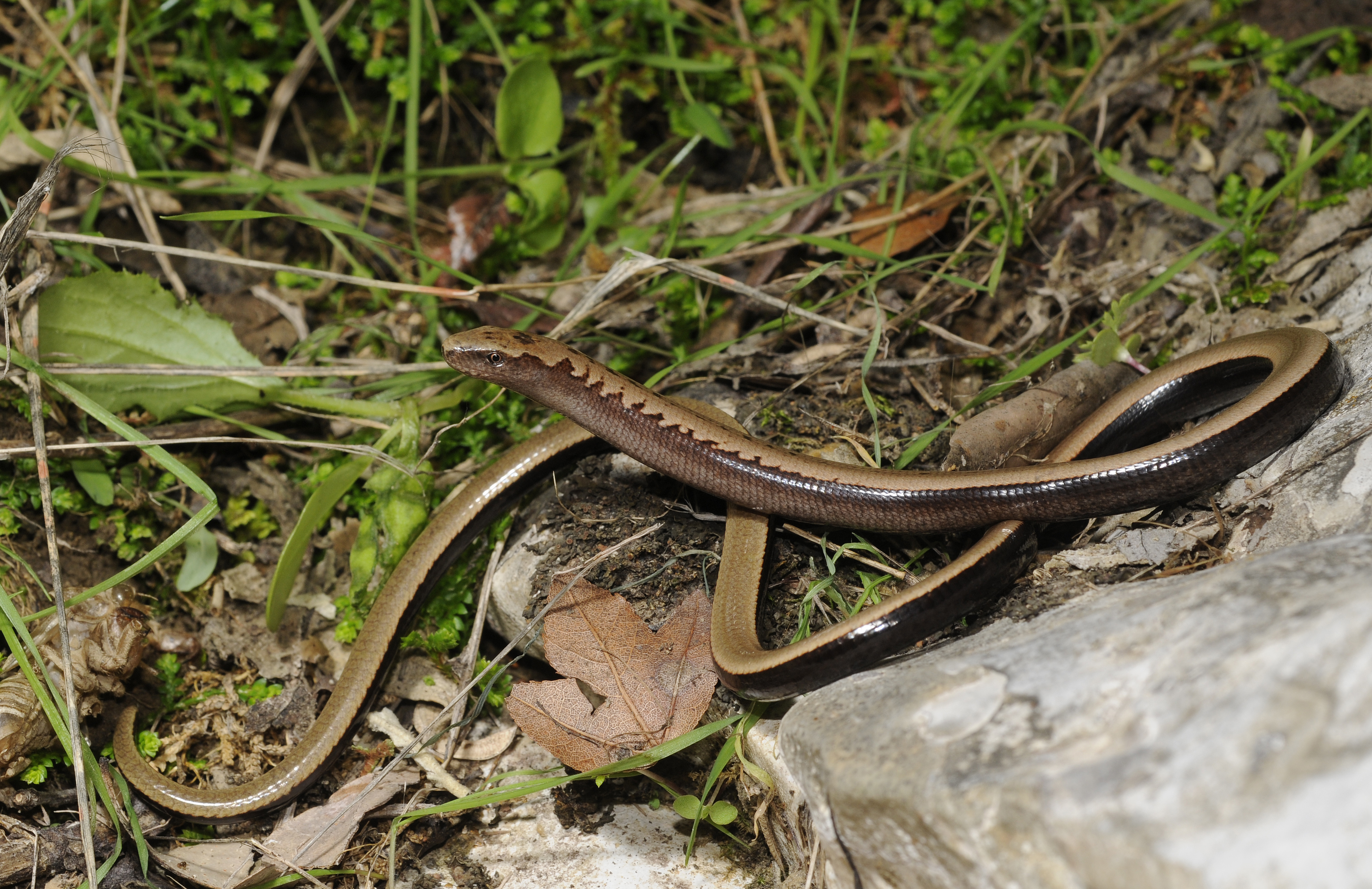
Anguis cephallonica werd lange tijd als ondersoort beschouwd en lijkt sprekend op de hazelworm

De hazelworm is voornamelijk moeilijk te onderscheiden van de andere soorten uit het geslacht Anguis. Die werden lange tijd beschouwd als ondersoorten van de hazelworm. Deze soorten zijn genetisch verschillend genoeg om ze als zodanig te onderscheiden. De soorten zijn uiterlijk echter nauwelijks uit elkaar te houden. Ze hebben echter allemaal een kleiner verspreidingsgebied dan de hazelworm.
De hazelworm vertoont daarnaast uiterlijk sterke overeenkomsten met de scheltopusik (Pseudopus apodus), de enige andere soort uit de familie hazelwormen die in Europa voorkomt. De scheltopusik kan echter tot 1,4 meter lang worden en is daarnaast duidelijk te herkennen aan de schubben die als ringvormige banden over het lichaam liggen. In Europa lijken ook sommige skinken van enige afstand op de hazelworm, zoals de hazelskink (Chalcides chalcides). Deze soort heeft echter vier zeer kleine pootjes die van dichtbij goed te zien zijn.
Omdat de hazelworm op een slang lijkt, worden hazelwormen met zekere regelmaat dood getrapt door mensen die vrezen met een gevaarlijke slang te maken te hebben. Toch zijn er enkele kenmerken die ook vanaf een veilige afstand laten zien dat het om een onschuldige hagedis gaat. Het belangrijkste verschil is de bek die geen opening aan de voorzijde heeft, slangen kunnen hierdoor met een gesloten bek hun tong uitsteken. De hazelworm echter moet steeds zijn bek openen wat duidelijk te zien is. Een ander verschil met slangen is de aanwezigheid van oogleden, die bij slangen altijd ontbreken. De kop van slangen is daarnaast vaak driehoekig van vorm en anders dan bij de hazelworm duidelijk afgetekend van het lichaam. Slangen zijn daarnaast veel leniger dan de hazelworm, zeker de West-Europese soorten. Een ander duidelijk onderscheid, dat echter alleen waarneembaar is als de dieren op de rug gedraaid worden, zijn de buikschubben. Slangen hebben altijd een enkele rij brede, stugge schubben aan de buikzijde, bij de hazelworm (en alle andere hagedissen) heeft de buikzijde meerdere rijen schubben. Buiten Europa komen ook wormslangen (Typhlopidae) voor die niet altijd de voornoemde typische slangenkenmerken hebben maar juist meer op hazelwormen lijken.

## Verspreiding en habitat

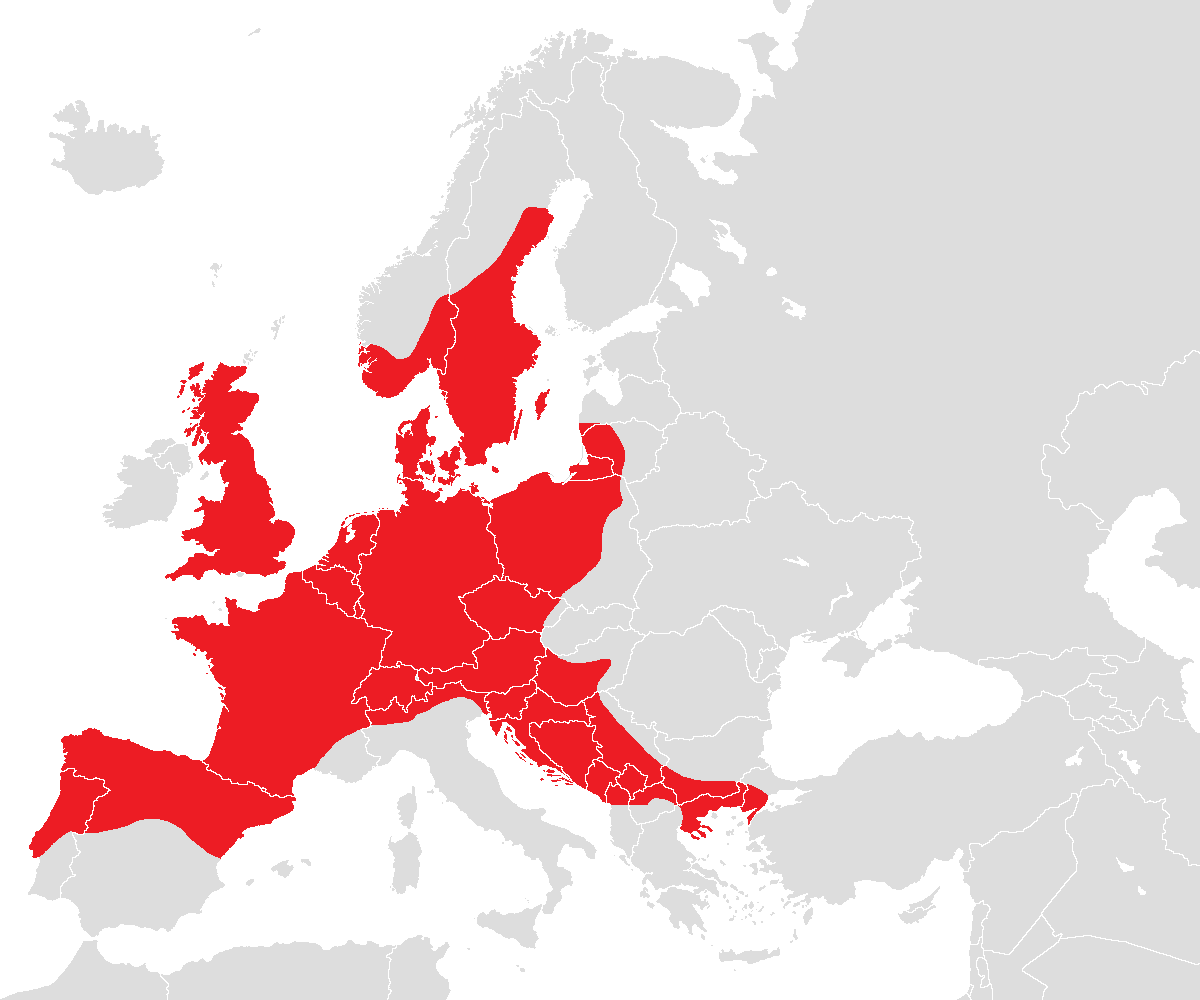
Verspreiding binnen Europa in het rood

De hazelworm komt voor in delen van westelijk, zuidelijk en centraal- Europa, uitgezonderd Ierland en noordelijk Scandinavië. Het verspreidingsgebied omvat de volgende landen: Albanië, Andorra, Azerbeidzjan, België, Bosnië, Bulgarije, Duitsland, Estland, Frankrijk, Georgië, Griekenland, Hongarije, Kroatië, Italië, Liechtenstein, Moldavië, Montenegro, Nederland, Noord-Macedonië, Noorwegen, Oekraïne, Oostenrijk, Polen, Portugal, Roemenië, Rusland (alleen de enclave Oblast Kaliningrad en uiterst zuidelijk Dagestan), Servië, Slovenië, Spanje, Tsjechië, Turkije, Zweden en Zwitserland.
Van de hazelworm waren tot 2010 verschillende ondersoorten bekend die voorkwamen in andere landen, zoals Tunesië, Iran en andere delen van Rusland. Omdat deze ondersoorten tegenwoordig als aparte soorten worden beschouwd, komt de hazelworm de facto hier niet meer voor.
De hazelworm legt geen eieren maar draagt de embryo's met zich mee tot de jongen volledig zijn ontwikkeld. Hierdoor is de hagedis minder afhankelijk van zonnewarmte wat betreft de embryonale ontwikkeling, wat een groot voordeel is ten opzichte van veel andere reptielen. De hazelworm kan zich hierdoor ook handhaven in hooggelegen gebieden. In Zwitserland is de hagedis aangetroffen op een hoogte van 2000 meter, in Oostenrijk tot 2400 meter hoogte. Ook in de bergstreken van de Balkan komt de hazelworm voor, op een hoogte van 1500 tot 1800 meter.

### Nederland en België
In Nederland is de hazelworm vrij zeldzaam maar niet bedreigd. Het voorkomen is vooral geconcentreerd op de voormalig Pleistocene hoge zandgronden in midden en zuid Nederland, maar populaties zijn aanwezig in alle provincies behalve in Zeeland en Flevoland. De Limitische Heide in Het Gooi is het meest westelijke natuurlijke verspreidingsgebied. Ten westen daarvan bestaan op meerdere plaatsen, zoals in de Kennemerduinen, populaties die, soms zeer lang geleden, oorspronkelijk zijn uitgezet. Op de Waddeneilanden ontbreekt de soort. De hagedis is vrij algemeen op de Veluwe, de Utrechtse Heuvelrug en in Drenthe. De Veluwe herbergt de grootste populatie van Nederland. In Limburg, langs het Maasdal en in de Zuid-Limburgse heuvellanden, is de soort ook in grote aantallen te vinden. In Friesland, Groningen, Noord-Brabant en oostelijk Nederland komt ze schaars of verspreid voor.
Bij een monitoring in 2016 werden van de hagedis — sinds de dieren periodiek worden gemonitord — meer exemplaren dan ooit aangetroffen.
In België is de soort vrij algemeen en komt in alle provincies van het land voor. In Vlaanderen is het een algemeen verspreide soort die waarschijnlijk meer voorkomt dan gedacht wordt, wat te maken heeft met de verborgen levenswijze.

### Habitat
De habitat bestaat uit vochtige, begroeide omgevingen met een strooisellaag waarin het dier kan schuilen en jagen. De hazelworm is voornamelijk te vinden in bossen op open plekken, bosranden en houtwallen. Ook in door de mens aangepaste omgevingen kan de hazelworm zich handhaven, zoals houtwallen, kalkgraslanden, (spoor)wegbermen, kerkhoven en zelfs in tuinen, parken en volkstuintjes kan de hagedis worden aangetroffen. In meer agrarisch georiënteerde landschappen is de hagedis te vinden in de overgangen van het landschap en hoekjes van het terrein die niet omgeploegd worden door landbouwwerktuigen. Een belangrijke voorwaarde die gesteld wordt is de aanwezigheid van schuilplaatsen, zoals houtstapels of dichte bodemvegetatie.
De hazelworm wordt ook wel gevonden in mierenhopen, die gebruikt worden als schuilplaats. Vooral de jonge hazelwormen spenderen een groot deel van hun tijd in mierenhopen. Ze hebben niets te vrezen van de mieren door de gepantserde huid en de kleine ogen. Bovendien profiteren ze van de felle bescherming van het nest tegen gezamenlijke vijanden zoals de spitsmuis.

## Levenswijze

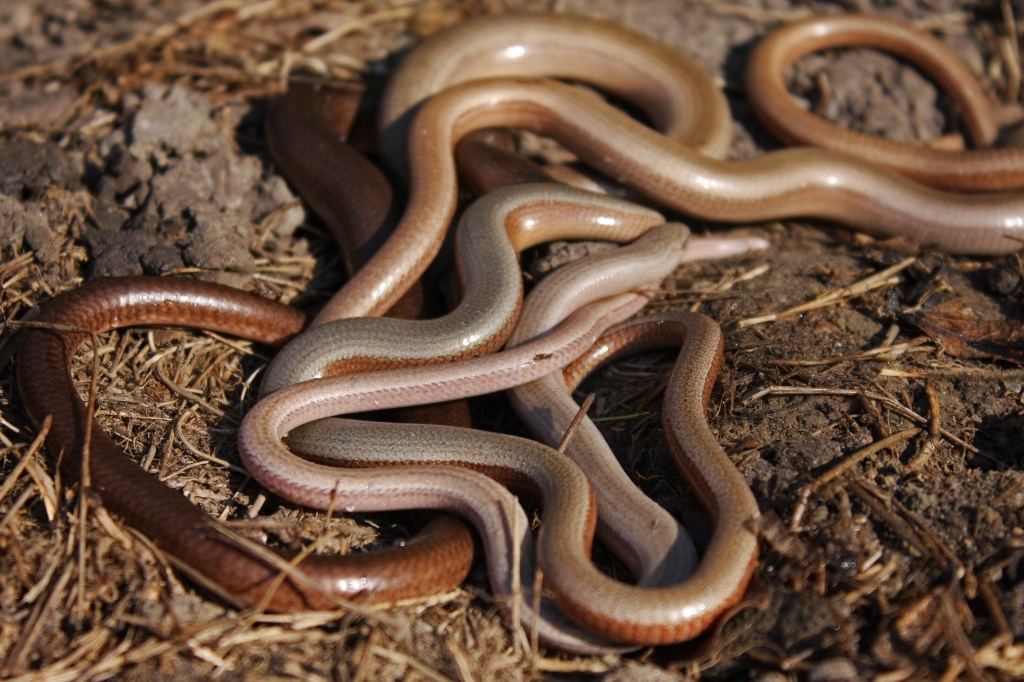
Hazelwormen kunnen in groepen worden aangetroffen

De hazelworm is een overwegend schemeractieve soort die maar zelden overdag wordt aangetroffen, soms wordt een zonnebad genomen maar nooit in de felle zon. Tijdens het nemen van een zonnebad schuilt de hazelworm vaak tussen de bladeren en is zo moeilijk te zien. Overdag verstopt de hagedis zich onder stenen, tussen de bladeren of in holle boomstronken. Vaak worden deze door de zon beschenen zodat de schuilplaats relatief warm is. Na regenval op warme dagen kan de hazelworm overdag worden gevonden, omdat zijn favoriete prooien, slakken en wormen, dan massaal tevoorschijn komen. De vrouwtjes zonnen vaak in mei om de ontwikkeling van de jongen te versnellen en zijn dan soms in een kluwen met meerdere exemplaren waar te nemen. Op warme dagen verplaatsen ze zich ook wel overdag door het bos.
Vanwege het ontbreken van pootjes moet de hazelworm zich op de buik voortbewegen, hierdoor is het dier niet zo snel als de meeste hagedissen die plotseling kunnen wegschieten. Opgewarmde exemplaren echter kunnen zich snel door het struikgewas bewegen en de hazelworm kan klimmen maar blijft meestal op de bodem. Soms graaft de hagedis zich in, ook zijn exemplaren aangetroffen die het lichaam hebben ingegraven terwijl de kop boven de grond uitsteekt. De enigszins stijve tred wordt veroorzaakt door de aanwezigheid van kleine beenplaatjes onder de schubben, die voor bepantsering zorgen maar de hagedis in zijn voortbeweging beperken. De hazelworm kan indien noodzakelijk zwemmen, maar doet dit niet uit eigen beweging.
De hazelworm trekt zich aan het eind van de zomer terug in een winterkwartier voor de winterslaap. De winterslaap vindt plaats in wat meer verscholen plekken, zoals holen onder de grond. Ook holen van andere dieren zoals konijnenholen worden wel gebruikt en composthopen zijn tevens zeer geschikt omdat deze wat warmer zijn door broei. De hazelworm kan hier in groten getale worden aangetroffen, waarbij de dieren vaak in een kluwen liggen. Er zijn schuilplaatsen bekend waarin zich vijf tot meer dan dertig exemplaren bevonden. Van dergelijke schuilplaatsen maken ook andere reptielen gebruik, zo zijn ze zelfs bij adders aangetroffen.

### Voortplanting en ontwikkeling

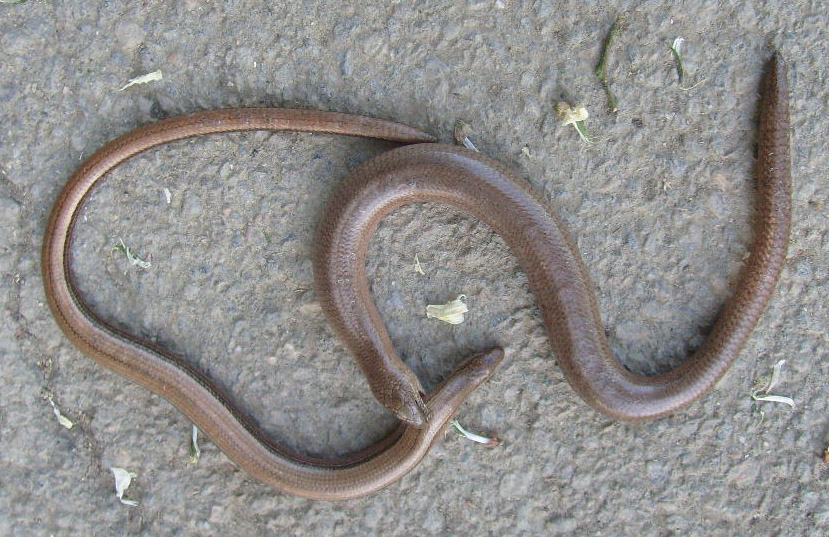
Tijdens de paring bijt het mannetje het vrouwtje in haar nek. Mannetjes onderling voeren felle gevechten.

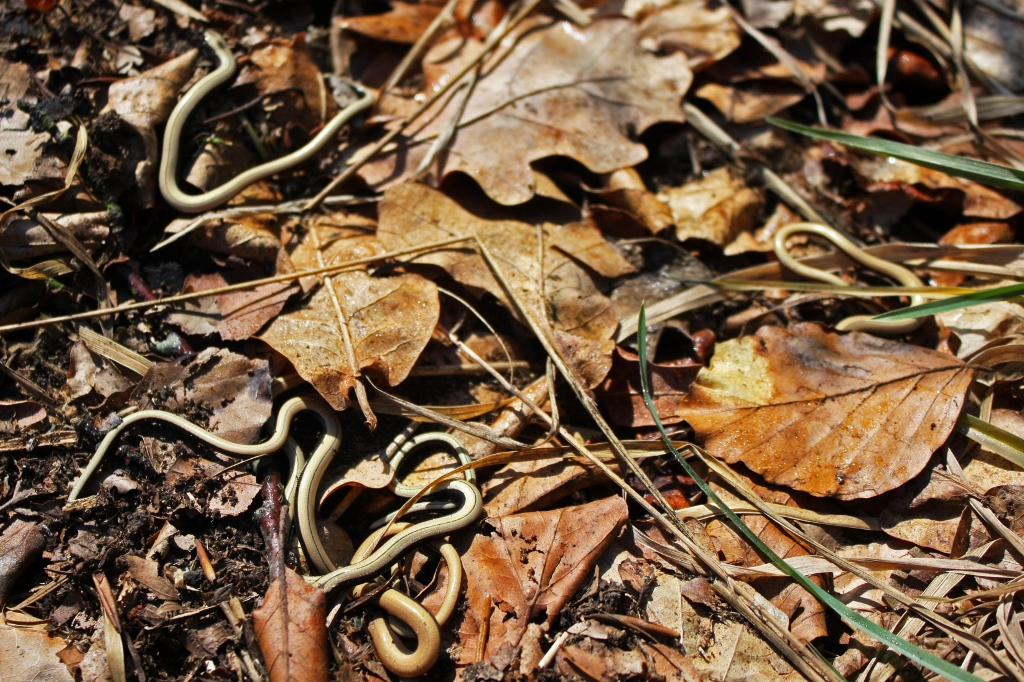
De juvenielen (hier zijn er zes afgebeeld) zijn goed gecamoufleerd.

De voortplantingstijd van de hazelworm begint in de lente, als de dieren zijn ontwaakt uit hun winterslaap. De mannetjes verlaten het winterkwartier rond maart, iets eerder dan de juvenielen en de vrouwtjes die rond april tevoorschijn komen. De mannetjes kunnen dan agressief tegenover elkaar zijn en proberen concurrenten met de bek te pakken en weg te slingeren. Oudere mannetjes dragen vaak de littekens van dergelijke confrontaties.
In tegenstelling tot de mannetjes zijn de vrouwtjes niet ieder jaar betrokken bij de voortplanting en ze worden dus niet ieder jaar zwanger. Dit heeft onder andere met de weersomstandigheden te maken. In Nederland wordt slechts 30 procent van de vrouwtjes zwanger in droge jaren, maar in natte jaren kan dit oplopen tot 90 procent.
Als een koppeltje elkaar gevonden heeft vindt de paring plaats, waarbij het mannetje zoals alle hagedissen gebruikmaakt van zijn hemipenis. Dit is een gevorkte penis, omdat de staart in de weg zit bij de paring kan het mannetje zowel links als rechts contact maken. Bij de paring ankert het mannetje zich aan het vrouwtje door haar in de kop of nek te bijten en zich tegen haar lichaam te brengen, de paring kan tot tien uur duren. Een vrouwtje kan met meerdere mannetjes paren gedurende de voortplantingstijd, maar haar eitjes worden pas rond juni bevrucht. Om de ontwikkeling van haar embryo's te bespoedigen neemt een zwanger vrouwtje vaker een zonnebad.
De hazelworm is ovovivipaar ofwel eierlevendbarend. De eitjes ontwikkelen zich volledig in het lichaam van de moeder en de jongen komen levend ter wereld, meestal rond juli en augustus. De dracht van de hazelworm duurt ongeveer drie maanden. Per worp komen zo'n 3 tot 26 jongen ter wereld, gemiddeld 8. De juvenielen zijn dan zo'n zeven tot tien centimeter lang. Ze bevinden zich bij de geboorte nog wel in een dun vliesje, maar komen direct uit. Dit is een aanpassing op het relatief koele klimaat waarin de hazelworm leeft; het is in delen van het verspreidingsgebied te koud om eitjes op de bodem af te zetten, ook de levendbarende hagedis kent een dergelijke strategie. Ook bij deze hagedis is slechts sprake van een dun vliesje waarin de jongen ter wereld komen wat ze direct na de geboorte verlaten.
De hazelworm lijkt zich verder te hebben ontwikkeld dan zijn van poten voorziene verwant omdat het vliesje tienmaal dunner is. Sommige zuidelijke populaties van de levendbarende hagedis zijn ook nog eierleggend.
Het duurt ongeveer drie tot vier jaar voor een mannetje volwassen is, bij de vrouwtjes duurt dit iets langer; vier tot vijf jaar. Na ongeveer zes tot acht jaar is de hazelworm uitgegroeid maar blijft gedurende het gehele leven vervellen en wordt steeds iets langer. De hazelworm kan relatief oud worden, de meeste exemplaren bereiken zo'n tien tot twaalf jaar in het wild. Van in gevangenschap gehouden exemplaren is bekend dat een leeftijd van meer dan dertig jaar kan worden bereikt. Het record komt eveneens van een in gevangenschap gehouden exemplaar uit de dierentuin van Kopenhagen. Dit dier leefde van 1892 tot 1946 en werd dus minstens 54 jaar oud. In de natuur wordt de hazelworm nooit zo oud door onder andere natuurlijk verval, zoals predatie, ziekte, voedseltekort en blootstelling aan parasieten.

### Voedsel
De hazelworm is carnivoor en eet voornamelijk kleine ongewervelden. In tegenstelling tot de meeste hagedissen wordt niet snel toegehapt maar de prooi wordt eerst nauwkeurig onderzocht en geproefd door veelvuldig de tong uit te steken.
Omdat de hazelworm meestal niet zo snel is, vangt hij ook wat langzamere prooien als (naakt)slakken, regenwormen, spinnen en insecten en de larven. Het grootste deel van het menu bestaat uit weke dieren als regenwormen en naaktslakken. Ook huisjesslakken worden gegeten, deze worden eerst uit hun huisje getrokken. Het gebit van de hazelworm is aangepast op zachte prooien; de tanden zijn scherp en naar achteren gekromd zodat gladde, slijmerige prooien stevig worden verankerd. Na het eten van een slijmerige prooi veegt de hagedis zijn bek langs het substraat om van het slijm af te komen.
Uit waarnemingen blijkt dat soms twee hazelwormen dezelfde prooi grijpen waarbij de dieren om hun as draaien, zodat de prooi in tweeën wordt gescheurd. Net als andere hagedissen zijn hazelwormen kannibalistisch; als ze de kans krijgen eten ze kleinere soortgenoten op en ook andere hagedissen worden bij uitzondering gegeten, zoals de levendbarende hagedis (Zootoca vivipara).
Vanwege het dieet dat voor een aanzienlijk deel uit slakken bestaat wordt de hazelworm gezien als een nuttig dier in tuinen. Waarschijnlijk eet de hazelworm ook de invasieve platworm Arthurdendyus triangulatus die in Groot-Brittannië als een plaag wordt beschouwd.

### Vijanden en verdediging

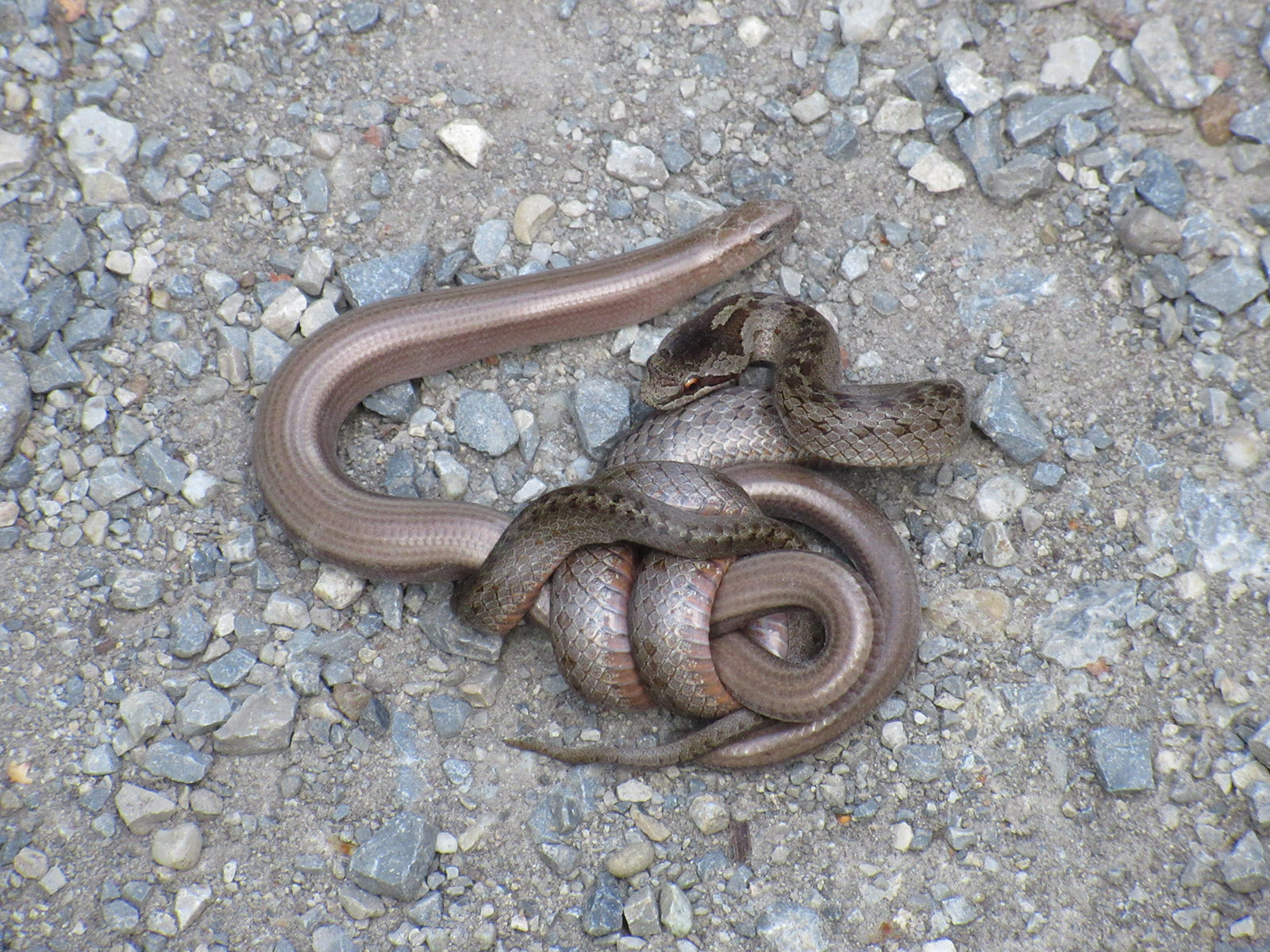
Een hazelworm wordt gewurgd door een gladde slang.

De belangrijkste vijand van de hazelworm is de mens, aangezien veel mensen bang zijn voor alle slangachtige dieren. Jaarlijks worden vele exemplaren onterecht gedood. De hazelworm is echter volkomen onschuldig en bovendien een nuttige soort vanwege de vele slakken die worden gegeten. Natuurlijke vijanden van de hazelworm zijn verschillende vogels, voornamelijk roofvogels.
Er zijn veel vogels die graag hazelwormen eten, zoals roofvogels als de bosuil, de buizerd, de havik, de ransuil, de sperwer en de torenvalk. Sommige roofvogels kunnen, als andere prooien minder voorkomen, volledig overschakelen op reptielen zoals de hazelworm. De hagedis wordt ook belaagd door omnivore en aasetende vogels, zoals kippen, eksters, fazanten en kraaien. Verschillende zoogdieren eten de hagedis, zoals de huiskat, de vos, verschillende ratten, marters en de das. Ook de egel, een insecteneter, vreet de hazelworm aan indien de kans zich voordoet. Een andere belangrijke vijand is de gladde slang, die eveneens in België en Nederland voorkomt. Deze slang heeft voor een belangrijk deel andere reptielen als slangen en hagedissen op het menu staan.
De juveniele hazelwormen zijn door hun geringe lengte veel kwetsbaarder dan volwassen exemplaren. Ze vallen soms ten prooi aan grote kikkers en zelfs van loopkevers is beschreven dat ze weleens jonge hazelwormen pakken.
Als de hazelworm wordt opgepakt kan het dier de staart afwerpen, wat caudale autotomie wordt genoemd. De afgeworpen staart blijft een tijdje kronkelen en trekt de aandacht van de vijand waardoor de hazelworm kan ontsnappen. De staart laat altijd los bij een speciale zwakkere wervel, waarna de staartspieren samenknijpen om het bloedverlies te beperken. De staart groeit later weer aan maar wordt nooit zo lang als de oorspronkelijke staart.
Als een exemplaar wordt opgepakt, zal het zijn darminhoud over de belager heen laten lopen als afweerreactie. De hazelworm kan van zich af bijten ter verdediging maar de beet is weinig krachtig.

## De hazelworm en de mens
Over de ecologie van de hazelworm is nog veel onbekend maar de hagedis wordt over het algemeen als een nuttig dier beschouwd vanwege het menu dat voornamelijk bestaat uit slakken. Tevens is de hazelworm onschuldig voor mens en dier; de huiskat is zelfs een van de belangrijkste niet-natuurlijke vijanden. Ten slotte vormt de hazelworm zelf een bron van voedsel voor verschillende dieren; zie de paragraaf Vijanden en verdediging.

### Bedreiging en bescherming
De hazelworm is in grote delen van zijn verspreidingsgebied niet zeldzaam maar gaat in veel gebieden in aantal en verspreiding achteruit. De belangrijkste oorzaken zijn het verdwijnen of veranderen van het landschap op zowel grote als kleine schaal. Het verdwijnen van bijvoorbeeld natuurlijke houtstapels en composthopen heeft een negatieve invloed omdat dit de favoriete schuilplaatsen en winterkwartieren zijn. Daarnaast vormt de aanwezigheid van fazanten, kippen, huisdieren en andere door de mens geïntroduceerde dieren een aanzienlijke bedreiging. Omdat de hazelworm in de regel honkvast is en niet zo snel, verspreidt de soort zich relatief langzaam.

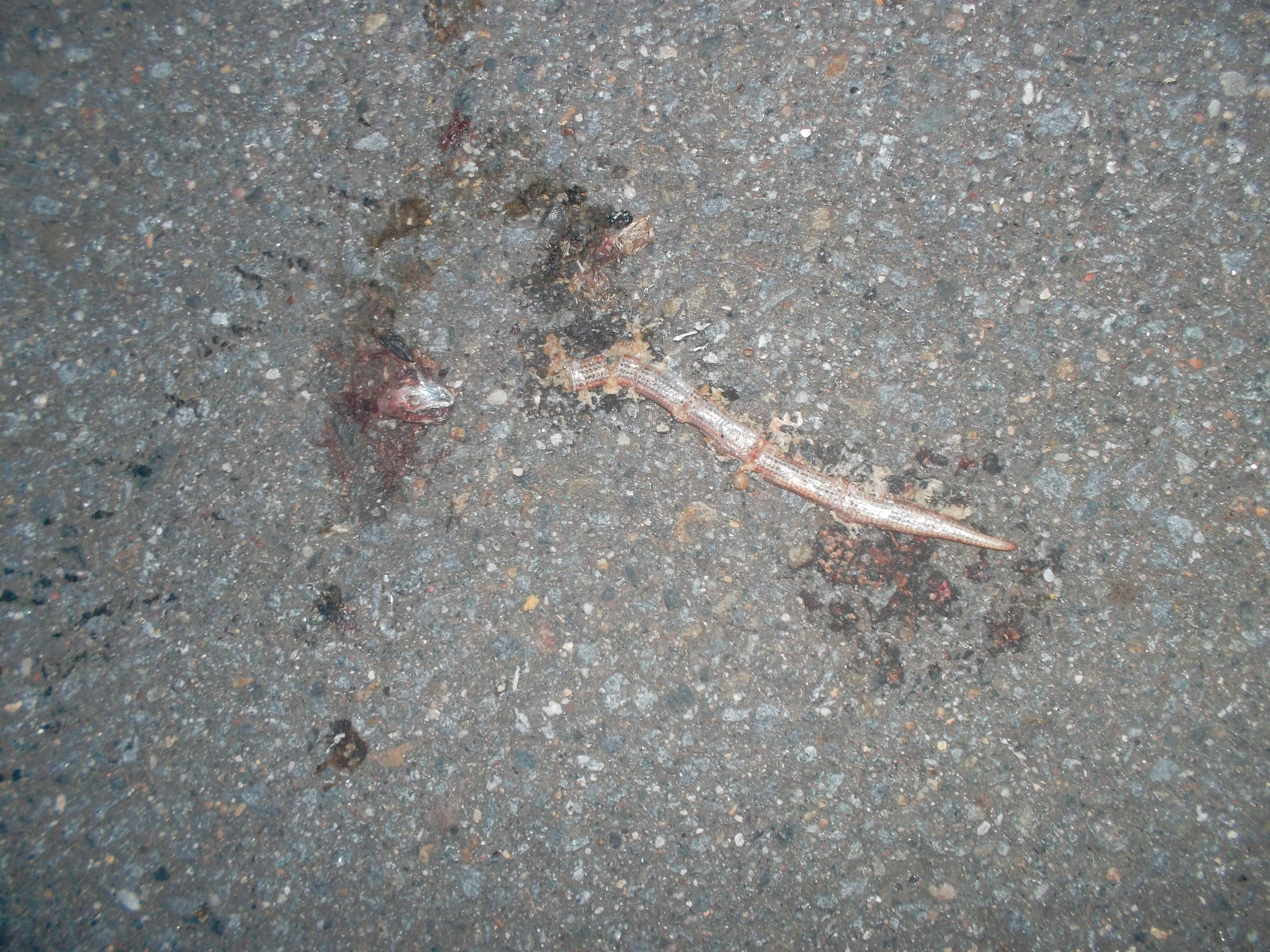
Veel dieren worden doodgereden door het verkeer

De stichting Reptielen Amfibieën Vissen Onderzoek Nederland (RAVON) doet onderzoek naar het voorkomen van de soort binnen Nederland. In 2005 werd een verhoogd aantal hazelwormen waargenomen, maar in 2006 bleek het aantal gestabiliseerd. Over het algemeen is volgens RAVON sprake van een matige toename van de hagedis in Nederland. De hazelworm is in Nederland en België een beschermde diersoort, die niet mag worden gevangen, in gevangenschap gehouden of gedood.
Een probleem bij het in kaart brengen van de verspreiding van de hazelworm is de verborgen levenswijze; hazelwormen laten zich zelden zien. De hazelworm is door de gewoonte onder voorwerpen te schuilen toch goed te monitoren door de zogenaamde plaatjesmethode. Hierbij wordt een donker gekleurde plaat op de bodem gelegd die regelmatig wordt bezocht. Hazelwormen worden aangetrokken door de warmte die een dergelijke donkere plaat vasthoudt en zo de bodem verwarmt.
Veel hazelwormen worden gedood door het verkeer. Bij de bescherming van de hazelworm kan gebruik worden gemaakt van afschermende systemen om de dieren binnen het territorium te houden. Dit is te vergelijken met de schermen die bij padden worden gebruikt om de dieren te belemmeren om verkeerswegen over te steken.

### In de folklore
De hazelworm speelt een rol in de volksoverlevering wat waarschijnlijk de Nederlandse naam verklaart. Isidoor Teirlinck tekende het volgende verhaal op in zijn Flora Magica uit 1930. De hazelworm zou onder de hazelaar wonen en op feestdagen een kroon dragen. Indien de hagedis gevangen werd kon men zich onzichtbaar maken, werd onkwetsbaar en was verlost van boze geesten. Daarnaast zouden de begraven ribben en huid de akkers beschermen tegen vraat en hagel. Voor het vangen van de hazelworm bezoekt men een met maretak begroeide hazelaar van minstens 35 jaar oud, waarvan de blaadjes gaten bevatten die door de hazelworm zouden zijn aangebracht. Na het noemen van een spreuk moest men de hagedis nog uitgraven en bestrooien met bijvoet waarna het dier weerloos werd en niet meer zou kunnen vluchten.
De hazelworm werd volgens het volksgeloof beschouwd als een slang waarvan de ogen door God uitgestoken zouden zijn met het puntige uiteinde van de mattenbies (Schoenoplectus lacustris), waardoor men deze niet als tandenstoker mag gebruiken.